# Frampton Comes Alive!
Frampton Comes Alive! är ett dubbelt livealbum av den engelske musikern och låtskrivaren Peter Frampton, utgivet 1976 av A&M Records. Efter fyra studioalbum med liten framgång och försäljning blev Frampton Comes Alive! ett genombrott för Frampton och är ett av de bäst säljande livealbumen någonsin.
Den 10 april 1976 nådde albumet förstaplatsen på Billboard 200  och tillbringade totalt tio veckor på topplaceringen fram till oktober samma år. Det var det bästsäljande albumet 1976 och har sålt över 8 miljoner exemplar i USA.

## Track listing
Alla låtar skrivna av Peter Frampton om inget annat anges. Längd är taget från original-LP:n.
| 1. | Introduction/Something's Happening |                                         | Somethin's Happening (1974) | 5:54 |
| 2. | Doobie Wah                         | Frampton, John Headley-Down, Rick Wills | Somethin's Happening (1974) | 5:28 |
| 3. | Show Me the Way                    |                                         | Frampton (1975)             | 4:32 |
| 4. | It's a Plain Shame                 |                                         | Wind of Change (1972)       | 4:21 |

| 1. | All I Want to Be (Is by Your Side) |  | Wind of Change (1972)       | 3:27 |
| 2. | Wind of Change                     |  | Wind of Change (1972)       | 2:47 |
| 3. | Baby, I Love Your Way              |  | Frampton (1975)             | 4:43 |
| 4. | I Wanna Go to the Sun              |  | Somethin's Happening (1974) | 7:02 |

| 1. | Penny for Your Thoughts |                             | Frampton (1975)       | 1:23 |
| 2. | (I'll Give You) Money   |                             | Frampton (1975)       | 5:39 |
| 3. | Shine On                |                             | Rock On (1971)        | 3:35 |
| 4. | Jumpin' Jack Flash      | Mick Jagger, Keith Richards | Wind of Change (1972) | 7:45 |

| 1. | Lines on My Face       |                                                   | Frampton's Camel (1973) | 7:06  |
| 2. | Do You Feel Like We Do | Frampton, Mick Gallagher, John Siomos, Rick Wills | Frampton's Camel (1973) | 14:15 |

## Medverkande
- Peter Frampton – sång, leadgitarr, talkbox på "Do You Feel Like We Do" och "Show Me The Way"
- Bob Mayo – rytmgitarr, piano, Fender Rhodes elpiano, Hammondorgel, sång
- Stanley Sheldon – bas, sång
- John Siomos – trummor, slagverk